# Мадьяри, Бела

Логотип советско-венгерского космического полёта на Союз-36

Бе́ла Ма́дьяри (венг. Magyari Béla; 8 августа 1949, Кишкунфеледьхаза, медье Бач-Кишкун, Венгрия — 23 апреля 2018) — венгерский космонавт, полковник ВВС Венгрии, доктор в области космической техники (1994), авиационный инженер, председатель Венгерского Астрономического Общества (2001—2006, Magyar Asztronautikai Társaság — MANT).

## Биография
В 1967—1969 годах обучался в Высшем лётно-техническом училище в Сольнок. По окончании второго курса в 1969 году продолжил обучение в СССР в военном авиационном училище летчиков, которое окончил с отличием в 1972 году.
С 1972 года — лётчик истребительной авиации ПВО Венгрии. Начинал летать на самолете МиГ-21Ф-13, а с 1974 года — на МиГ-21МФ.
В январе 1978 года по итогам набора для участия в советско-венгерском полёте по программе «Интеркосмос» был отобран в качестве одного из двух космонавтов. В марте 1978 года приступил к подготовке в Центре подготовки космонавтов имени Ю. А. Гагарина, завершил обучение с отличными результатами. Правительство Венгрии отобрало для космического полета на корабле «Союз-36» Бе́рталана Фа́ркаша.
11 мая 1980 года Межведомственная комиссия назначила основной экипаж в составе: командир — Кубасов, Валерий Николаевич и космонавта-исследователя — Бе́рталан Фа́ркаш, которые осуществили полёт на космическом корабле Союз-36 (26 мая 1980 — 31 июля 1980). В состав дублирующего экипажа входили космонавт-командир Владимир Джанибеков и космонавт-исследователь Бела Мадьяри. Во время полёта работал в ЦУП в Калининграде оператором связи с экипажем.
В 1987 году окончил Будапештский политехнический университет, получил степень в области машиностроения. Тогда же стал заниматься научными исследованиями, связанными с изучением космического пространства и технологии материалов.
С 1990 года — начальник отдела по выводу советских войск в секретариате Министерства финансов Венгрии.
С 1991 года работал на различных должностях в Министерстве обороны, в том числе по вопросам разработки и применения параметрических самописцев. В 1995 году отвечал за организацию военного образования в Будапештском университете технологии и экономики.
В отставке с 2001 года. Работал в Министерстве внутренних дел. С 2003 по 2006 год — сотрудник венгерского Института космических исследований.
Лауреат премии «Наследие Венгрии», почётный гражданин Кишкунфеледьхазы.
Умер после продолжительной болезни. Похоронен в Будапеште на кладбище Керепеши, хотя его прах был развеян с самолета над аэропортом Кискунфелегьхаза.